# Eduardo Azevedo
Eduardo Henrique de Azevedo (Divinópolis, 3 de maio de 1979) é um político brasileiro, filiado ao Partido Liberal (PL). É deputado estadual de Minas Gerais.

## Política
Na eleição de Divinópolis em 2020 concorreu ao cargo de vereador, sendo eleito com 4.249 votos (3,87%).
Já nas eleições de 2022, foi eleito deputado estadual de Minas Gerais com 92.624 votos (0,84% dos votos válidos).

## Vida pessoal
É irmão do senador Cleitinho Azevedo.

## Desempenho eleitoral
| Ano  | Eleição                   | Partido | Cargo             | Votos  | %     | Resultado | Ref   |
| ---- | ------------------------- | ------- | ----------------- | ------ | ----- | --------- | ----- |
| 2020 | Municipal de Divinópolis  | PSC     | Vereador          | 4.249  | 3,87% | Eleito    | [ 7 ] |
| 2022 | Estaduais em Minas Gerais | PSC     | Deputado Estadual | 92.624 | 0,84% | Eleito    | [ 8 ] |